# Wagner Moura
Wagner Moura, nome completo Wagner Maniçoba de Moura (Rodelas, 27 giugno 1976), è un attore brasiliano.

## Biografia
Moura si è laureato in giornalismo all'Università federale di Bahia, ma ha poi deciso di intraprendere la carriera di attore. Nel 2005 ha partecipato al film Lower City. La sua stella ha iniziato a brillare nel 2007, col ruolo principale nel film drammatico Tropa de Elite - Gli squadroni della morte, a cui ha fatto seguito tre anni dopo Tropa de Elite 2 - Il nemico è un altro. Moura ha lavorato anche nelle telenovelas del suo Paese, ma dal 2010 è apparso sempre più in produzioni internazionali, finché nel 2015 ha sostenuto il ruolo di Pablo Escobar nella fortunata serie Netflix Narcos. Pratica Jiu jitsu brasiliano, di cui è cintura viola, e Muay thai. Nell'edizione 2025 del Festival di Cannes, è stato premiato come migliore attore per la sua interpretazione nel film O Agente Secreto di Kleber Mendonça Filho.

## Filmografia

### Attore

#### Cinema
- Per incanto o per delizia (Woman on Top), regia di Fina Torres (2000)
- Disperato aprile (Abril despedaçado), regia di Walter Salles (2001)
- Il cuore criminale delle donne (As três Marias), regia di Aluizio Abranches (2002)
- Deus é brasileiro, regia di Carlos Diegues (2003)
- Carandiru, regia di Héctor Babenco (2003)
- O homem do ano, regia di José Henrique Fonseca (2003)
- O caminho das nuvens, regia di Vicente Amorim (2003)
- Nina, regia di Heitor Dhalia (2004)
- Lower City (Cidade baixa), regia di Sérgio Machado (2005)
- Ó paí, ó, regia di Monique Gardenberg (2007)
- Saneamento básico, o filme, regia di Jorge Furtado (2007)
- Tropa de Elite - Gli squadroni della morte (Tropa de elite), regia di José Padilha (2007)
- Romance, regia di Guel Arraes (2008)
- VIPs, regia di Toniko Melo (2010)
- Tropa de Elite 2 - Il nemico è un altro (Tropa de elite 2 - O inimigo agora é outro), regia di José Padilha (2010)
- L'uomo dal futuro (O homem do futuro), regia di Cláudio Torres (2011)
- A busca, regia di Luciano Moura (2012)
- Elysium, regia di Neill Blomkamp (2013)
- Serra Pelada, regia di Heitor Dhalia (2013)
- Inútil paisagem, episodio di Rio, eu te amo, regia di José Padilha (2014)
- Praia do Futuro, regia di Karim Aïnouz (2014)
- Trash, regia di Stephen Daldry (2014)
- Wasp Network, regia di Olivier Assayas (2019)
- Sergio, regia di Greg Barker (2020)
- The Gray Man, regia di Anthony e Joe Russo (2022)
- Civil War, regia di Alex Garland (2024)
- O agente secreto, regia di Kleber Mendonça Filho (2025)

#### Televisione
- Sexo frágil – serie TV, 20 episodi (2003-2004)
- Carga pesada – serial TV, 25 puntate (2003-2004)
- A Lua me disse – serial TV, 156 puntate (2005)
- JK – serie TV, 47 episodi (2006)
- Paraíso Tropical – serial TV, 167 puntate (2007)
- Narcos – serie TV, 21 episodi (2015-2016) - Pablo Escobar
- Narcos: Messico (Narcos: Mexico) – serie TV, episodio 1x05 (2018) - Pablo Escobar
- Shining Girls – serie TV, 8 episodi (2022)
- Mr. & Mrs. Smith – serie TV, episodi 1x04, 1x08 (2024)
- Dope Thief – serie TV, 8 episodi (2025)

### Doppiatore
- Il gatto con gli stivali 2 - L'ultimo desiderio (Puss in Boots: The Last Wish), regia di Joel Crawford (2022)

### Produttore
- Sergio, regia di Greg Barker (2020)
- Marighella, regia di Wagner Moura (2021)
- O agente secreto, regia di Kleber Mendonça Filho (2025)

### Regista
- Marighella (2021)
- Narcos: Messico (Narcos: Mexico) – serie TV, episodi 3x03-3x04 (2021)

### Sceneggiatore
- Marighella, regia di Wagner Moura (2021)

## Doppiatori italiani
Nelle versioni in italiano delle opere in cui ha recitato, Wagner Moura è stato doppiato da:
- Gianfranco Miranda in Trash, Wasp Network, Mr. & Mrs. Smith, Civil War
- Simone Mori in Carandiru, Elysium
- Francesco Prando in Tropa de Elite 2 - Il nemico è un altro, Sergio
- Nanni Baldini in Lower City
- Fabrizio Pucci in Tropa de Elite - Gli squadroni della morte
- Emiliano Coltorti in The Gray Man

Da doppiatore è sostituito da:
- Andrea Mete ne Il gatto con gli stivali 2 - L'ultimo desiderio